# رافائل گوچو
رافائل گوچو (به پرتغالی: Rafael Pompeo Rodrigues Ledesma) مهاجم اهل برزیل است که در شهر پورتو الگره و در تاریخ ۳۱ دسامبر ۱۹۸۲ به دنیا آمده‌است.
رافائل گوچو در تیم‌های فوتبال Juventude سابقهٔ حضور دارد.